# Papa John's Pizza
Papa John's International, Inc., marknadsför sig som Papa John's Pizza, är en amerikansk multinationell snabbmatskedja som säljer främst pizzor men även desserter, kycklingvingar och stilldrinkar. De förfogar över fler än 5 000 restauranger i 45 länder världen över.
Företaget grundades 1984 av John Schnatter när han slog upp en pizzeria på baksidan av sin fars bar Mick's Lounge i Jeffersonville i Indiana. Schnatter var tvungen att få ihop pengar för att dels köpa in redskap för att baka pizzor och dels betala så hans far kunde fortsätta driva baren. Det slutade med att Schnatter tvingades sälja sin 1971 års modell av Chevrolet Camaro Z28. År 2009 köpte Schnatter dock tillbaka den för 250 000 amerikanska dollar och den som köpte bilen 1984 fick 25 000 dollar i hittelön för att personen lyckades hitta ägaren till den. 1993 blev Papa John's ett publikt aktiebolag och började handlas på börsen. Den 28 juli 1998 inledde restaurangkedjan en internationell expanderingen när den öppnade sin första restaurang utanför USA, i Mexikos huvudstad Mexico City.
De hade 2019 en omsättning på omkring 1,6 miljarder dollar och hade en personalstyrka för 2018 på omkring 18 000 anställda. Deras huvudkontor ligger i Jeffersontown i Kentucky.